# Lara Díez i Quintanilla
Lara Díez i Quintanilla (Lleida, 1985) és una actriu catalana i dramaturga de les companyies LA VOLCÀNICA i RetreTTeatre. Llicenciada en Art dramàtic per l'Institut del Teatre de Barcelona i en Psicologia per la Universitat Oberta de Catalunya, és coneguda per les seves interpretacions en diverses sales del panorama teatral català i per les seves aparicions al programa de sàtira política Polònia, on ha imitat regularment personatges públics com ara Inés Arrimadas, Isabel Díaz Ayuso i Anna Gabriel.

## Biografia
Lara Díez es va interessar ben aviat pel teatre i per la interpretació i des dels nou fins als disset anys va anar a l'escola de Zum-Zum Teatre de Lleida, dirigida per Ramon Molins i Eduard Muntada.
El 1997 va protagonitzar el seu primer gran espectacle, La Disputa de Marivaux, sota la direcció de Carles Labèrnia. Va participar en diferents companyies teatrals tant a Lleida com a Barcelona, on s'hi va traslladar el 2003. Al mateix temps, va començar a actuar en diversos curtmetratges, i el 2010 va fer el seu debut en el llargmetratge amb la pel·lícula Catalunya über alles!, dirigida per Ramon Térmens, en el paper de reportera de televisió.
L'any 2009 va fundar la companyia RetreTTeatre. El 2014 va protagonitzar diversos episodis de la sèrie de TV3 La Riera, i fundà la companyia LA VOLCÀNICA, amb la qual ha escrit, dirigit i interpretat diverses produccions teatrals: L'any dels 30 o la magdalena (Teatre Gaudí, 2015), Amor.com (Microteatres Barcelona, 2016), Notícies del futur (Festival Píndoles, 2016), Jocs perillosos (Festival Píndoles, 2017), Herència abandonada (Teatre Tantarantana, 2018; Sala Beckett, 2020), La nostra parcel·la (Sala Becket, 2017; Teatre Lliure, 2020). Ha obtingut el Premi Festival Píndoles dos anys consecutius, el 2016 i 2017 i el Premi Crítica Serra d'Or 2019 per Herència abandonada. També va ser directora i adaptadora teatral de les produccions del Grup de Teatre d'Alfarràs entre els anys 2009 i 2015.
L'any 2015 va participar en la producció estatunidenca Game of Thrones (a la sisena temporada, gravada parcialment a Catalunya). El mateix any, va començar el seu treball com a imitadora al programa d'humor Polònia de TV3. L'any següent, va començar a actuar al programa germà del mateix canal Crackòvia. Anys més tard, el 2020, fou escollida com autora resident de la Sala Beckett per a la temporada 2020-21.

## Premis
- Premi Zapping 2017 a la categoria de Millor actriu[6]
- Premi Festival Píndoles 2017 per Jocs perillosos[7]
- Premi Mikro Akadèmia 2018 per Jocs perillosos[7]
- Premi Crítica Serra d'Or 2019 per Herència abandonada[8]